# 378-й гвардейский тяжёлый самоходно-артиллерийский полк

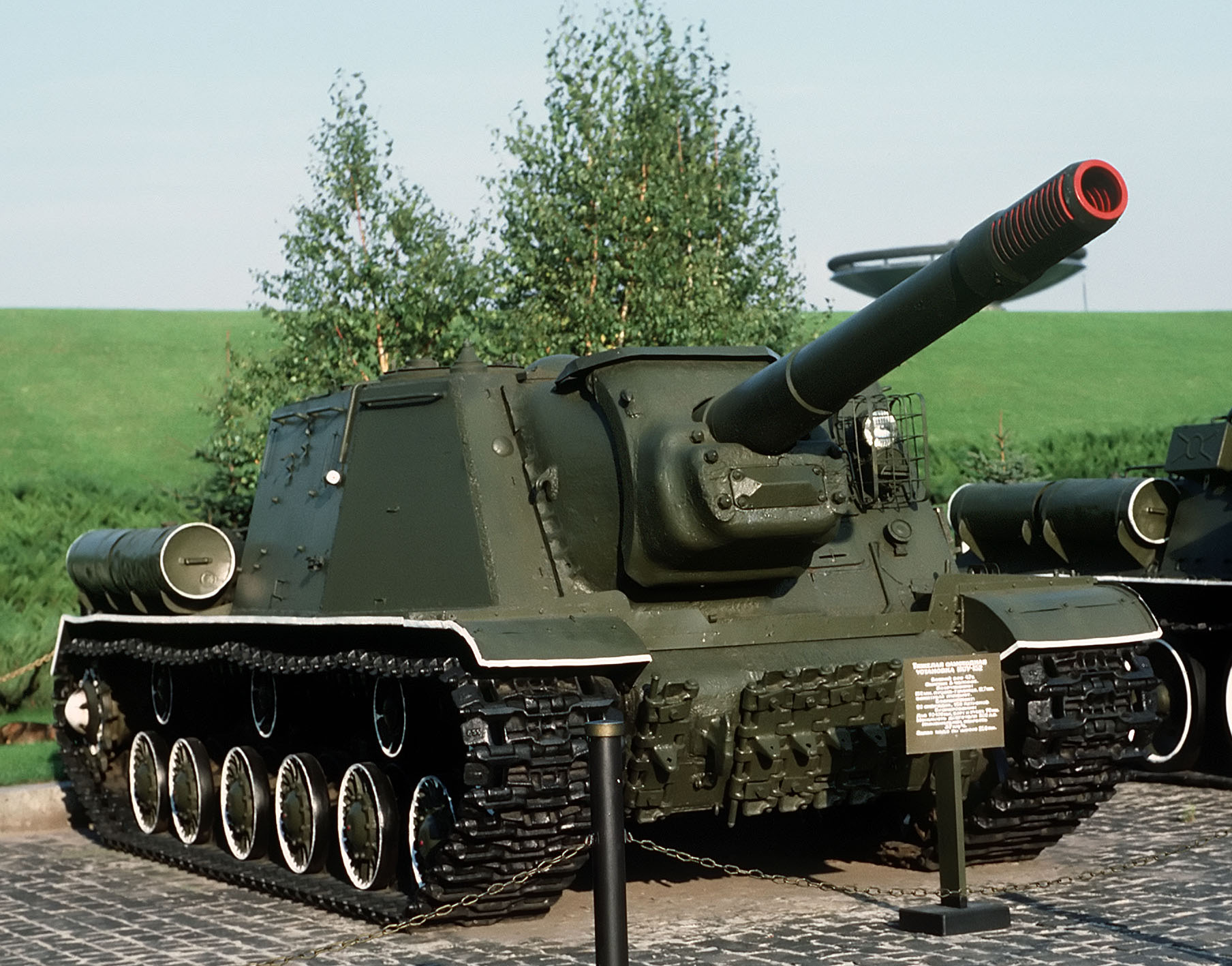
САУ ИСУ-152.

378-й гвардейский тяжёлый самоходно-артиллерийский Новгородский Краснознамённый орденов Суворова и Александра Невского полк — гвардейское формирование самоходной артиллерии (гвардейский тяжёлый самоходный артиллерийский полк) РККА Вооружённых Сил СССР во Великой Отечественной войне.
В составе действующей армии в периоды:
- с 14 июня по 15 ноября 1944 года;
- с 9 марта по 9 мая 1945 года;
- с 9 августа по 3 сентября 1945 года.

## История
Полк «самоходов» сформирован 12 марта 1944 года путём награждения почётным званием «Гвардейский», за мужество и героизм личного состава, 1536-го тяжёлого самоходно-артиллерийского полка с присвоением ему нового войскового № в городе Наро-Фоминск.
На основном вооружении гвардейского тяжёлого самоходного артиллерийского полка находились самоходные артиллерийские установки (САУ) ИСУ-152.
C 21 июня 1944 года гв.тсап участвует в Свирско-Петрозаводской операции. Прикрывал прямой наводкой переправу через Свирь частей 99-й гвардейской стрелковой дивизии, 92-го танкового полка, 275 омбОН. Переправившись, вошёл в состав подвижной группы вместе с 29-й танковой бригадой, 339-м гвардейским тяжёлым самоходно-артиллерийским полком и 275 омбОН, наступал в направлении на Олонец. 25 июня 1944 года вышел к Олонцу, затем наступал на Сигозеро и Видлицу.
По окончании операции переброшен в Заполярье, где принимает участие в Петсамо-Киркенесской операции. В ходе наступления вёл бои в полосе действия 99-го стрелкового корпуса. Отличился при наступлении на Киркенес вместе с 7-й гвардейской танковой бригадой, которые вышли к Яр-Фиорду раньше немцев, захватили переправу через залив и потопили два катера. При штурме Киркенеса наступал с юга, поддерживая части 10-й гвардейской стрелковой дивизии
По окончании операции отправлен в резерв, в марте 1945 года переброшен в Восточную Пруссию где принял участие в штурме Кёнигсберга и Земландской наступательной операции.
В боях на Земландском полуострове полк «самоходов» при отражении контратак успешно применял построение боевого порядка полка «Веером». Это обеспечивало полку обстрел в секторе 180°, чем облегчало борьбу с танками противника, атакующими с разных направлений. Одна из батарей ИСУ-152, построив свой боевой порядок веером на фронте протяжённостью 250 метров, успешно отразила 7 апреля 1945 контратаку 30 танков противника, подбив шесть из них. Батарея потерь не понесла.
После окончания боевых действий на западе Европы, в июле 1945 года, переправлен на Дальний Восток, где принял участие в Харбино-Гиринской операции.

## Полное наименование
Полное действительное наименование, после окончания Великой Отечественной войны — 378-й гвардейский Новгородский Краснознамённый орденов Суворова и Александра Невского тяжёлый самоходно-артиллерийский полк.

## В составе
| Дата            | Фронт (округ)                  | Армия                                 | Корпус | Дивизия | Бригада | Примечания |
| --------------- | ------------------------------ | ------------------------------------- | ------ | ------- | ------- | ---------- |
| 01.04.1944 года | Московский военный округ (МВО) | -                                     | -      | -       | -       | -          |
| 01.05.1944 года | Московский военный округ       | -                                     | -      | -       | -       | -          |
| 01.06.1944 года | Московский военный округ       | -                                     | -      | -       | -       | -          |
| 01.07.1944 года | Карельский фронт               | 7-я армия                             | -      | -       | -       | -          |
| 01.08.1944 года | Карельский фронт               | 7-я армия                             | -      | -       | -       | -          |
| 01.09.1944 года | Карельский фронт               | -                                     | -      | -       | -       | -          |
| 01.10.1944 года | Карельский фронт               | 14-я армия                            | -      | -       | -       | -          |
| 01.11.1944 года | Карельский фронт               | 14-я армия                            | -      | -       | -       | -          |
| 01.12.1944 года | Резерв Ставки ВГК              | Полевое управление Карельского фронта | -      | -       | -       | -          |
| 01.01.1945 года | Резерв Ставки ВГК              | Резервное фронтовое управление        | -      | -       | -       | -          |
| 01.02.1945 года | Московский военный округ       | -                                     | -      | -       | -       | -          |
| 01.03.1945 года | Резерв Ставки ВГК              | -                                     | -      | -       | -       | -          |
| 01.04.1945 года | 3-й Белорусский фронт          | 39-я армия                            | -      | -       | -       | -          |
| 01.05.1945 года | 3-й Белорусский фронт          | -                                     | -      | -       | -       | -          |
| 01.06.1945 года | -                              | -                                     | -      | -       | -       | нет данных |
| 01.07.1945 года | -                              | -                                     | -      | -       | -       | нет данных |
| 01.08.1945 года | Приморская группа войск        | -                                     | -      | -       | -       | -          |
| 09.08.1945 года | 1-й Дальневосточный фронт      | 5-я армия                             | -      | -       | -       | -          |
| 03.09.1945 года | 1-й Дальневосточный фронт      | -                                     | -      | -       | -       | -          |

## Командиры
- В. М. Терентьев, майор, с ноября 1943 года подполковник, с ноября 1944 года полковник

## Знаки отличия
| Знаки отличия                        | Дата            | За что получен |
| ------------------------------------ | --------------- | --- |
| Почётное звание «Гвардейский»        | 12.03.1944 года | За мужество и героизм, высокую организованность и дисциплину личного состава 1536 тсап проявленные в боях против немецко-фашистских захватчиков |
| Почётное наименование «Новгородский» | 21.01.1944 года | по преемственности, за мужество и героизм личного состава 1536 тсап проявленные в боях против немецко-фашистских захватчиков |
| Орден Красного Знамени               | 02.07.1944      | За образцовое выполнение заданий командования в боях с немецко-финскими захватчиками при форсировании реки Свирь, прорыве сильно укреплённой обороны противника и проявленные при этом доблесть и мужество                                                                                            |
| Орден Суворова III-й степени         | 31.10.1944      | за образцовое выполнение заданий командования в боях с немецкими захватчиками, за овладение городом Петсамо (Печенга) и проявленные при этом доблесть и мужество |
| Орден Александра Невского            | 17.09.1945      | За образцовое выполнение заданий командования в боях против японских войск на Дальнем Востоке при форсировании р. Уссури, прорыве Хутоуского, Мишаньского, Пограничненского и Дуннинского укреплённых районов, овладении гг. Мишань, Гирин, Яньцзи, Харбин и проявленные при этом доблесть и мужество |